# David Kennedy
David Kennedy é membro da banda de rock Angels and Airwaves. Foi também membro da banda/projeto Box Car Racer junto com os membros do Blink 182, Tom DeLonge e Travis Barker, mas o projeto acabou em 2003 devido as dificuldades de relacionamento entre Tom DeLonge e seus amigos do Blink 182, Travis Barker e Mark Hoppus. Kennedy também era membro da banda de hardcore Hazen Street que se tornou conhecida após fazer algumas turnês com o P.O.D. no verão de 2004. David e o colega Tom DeLonge são grandes amigos e fizeram o colegial juntos.
Desde o final de 2014 até 2018, ele ficou inativo com a banda enquanto ele se concentrava apenas em sua carreira com um café. Ele agora é um proprietário de parte de James Coffee Co, uma casa de café localizado em San Diego, Califórnia, que é especializada na produção de artesanato grãos de café torrados artesanais.
Em 2018 se reuniu de volta com Angels & Airwaves, banda da qual ainda faz parte no presente ano de 2024.